# ناحیه ولی، شهرستان هاجمن، کانزاس
ناحیه ولی، شهرستان هاجمن، کانزاس (به انگلیسی: Valley Township, Hodgeman County, Kansas) یک سکونتگاه مسکونی در ایالات متحده آمریکا است که در شهرستان هاجمن، کانزاس واقع شده‌است.

## خصوصیات
ناحیه ولی ۱۸۴٫۹۷ کیلومترمربع مساحت و ۵۸ نفر جمعیت دارد و ۶۸۸ متر بالاتر از سطح دریا واقع شده‌است.